# آشیکاگا یوشی‌یاسو
میناموتو نو یوشی‌یاسو یا آشیکاگا یوشی‌یاسو (به ژاپنی: 源 義康 Minamoto no Yoshiyasu); ۱ ژانویهٔ ۱۱۲۷ – ۷ ژوئیهٔ ۱۱۵۷) پسر میناموتو نو یوشیکونی و جد خاندان آشیکاگا یک شاخه از خاندان میناموتو سامورایی اهل ژاپن بود. وی در شورش هوگن ۱۱۵۶ میلادی همراه با نیروهای امپراتور گو شیراکاوا در مقابل نیروهای امپراتور سابق امپراتور سوتوکو جنگید.